# Расул, Гулам
Чаудри Гулам Расул (англ. Chaudhry Ghulam Rasool, 1 мая 1931, Амритсар, Британская Индия — 1991) — пакистанский хоккеист (хоккей на траве), полузащитник. Олимпийский чемпион 1960 года, серебряный призёр летних Олимпийских игр 1956 года.

## Биография
Гулам Расул родился 1 мая 1931 года в индийском городе Амритсар.
Окончил сельскохозяйственный университет в Лайяллпуре. Был капитаном университетской команды по хоккею на траве.
Работал преподавателем в колледже Атчисон в Лахоре, был заместителем комиссара по вопросам поселений. Позже уехал в США, в течение трёх лет учился в Канзасском университете, где получил степень доктора сельского хозяйства.
Был директором колледжа Атчисон, три года занимал пост вице-канцлера сельскохозяйственного университета в Лайяллпуре. В дальнейшем работал управляющим директором Пенджабской корпорации развития сельского хозяйства, секретарём департамента по уходу за животными в Пенджабе, министром сельского хозяйства Пенджаба.
Неоднократно участвовал в международных конференциях и семинарах. Был почётным секретарём Пакистанской ассоциации науки. Стал первым азиатом, которого Канзасский университет наградил премией Life Achievement Award.
В 1956 году вошёл в состав сборной Пакистана по хоккею на траве на Олимпийских играх в Мельбурне и завоевал серебряную медаль. Играл на позиции полузащитника, провёл 5 матчей, мячей не забивал.
В 1960 году вошёл в состав сборной Пакистана по хоккею на траве на Олимпийских играх в Риме и завоевал золотую медаль. Играл на позиции полузащитника, провёл 6 матчей, мячей не забивал. Был капитаном команды.
В 1958 и 1962 годах в составе сборной Пакистана стал чемпионом летних Азиатских игр в Токио и Джакарте.
В 1956-1963 годах провёл за сборную Пакистана 48 матчей, мячей не забивал.
По окончании игровой карьеры стал менеджером, а позже вице-президентом Пакистанской хоккейной федерации.
В 1970 году получил правительственную награду Pride of Perfomance.
Умер в 1991 году.

## Семья
Сын Гулама Расула Ахтар Расул (род. 1954) выступал за сборную Пакистана по хоккею на траве, стал серебряным призёром летних Олимпийских игр 1972 года и бронзовым призёром летних Олимпийских игр 1976 года.
Племянник Гулама Расула Аршад Чаудри (1950—2015) также играл за сборную Пакистана на Олимпиаде-76 и выиграл бронзу.